# Стеньга

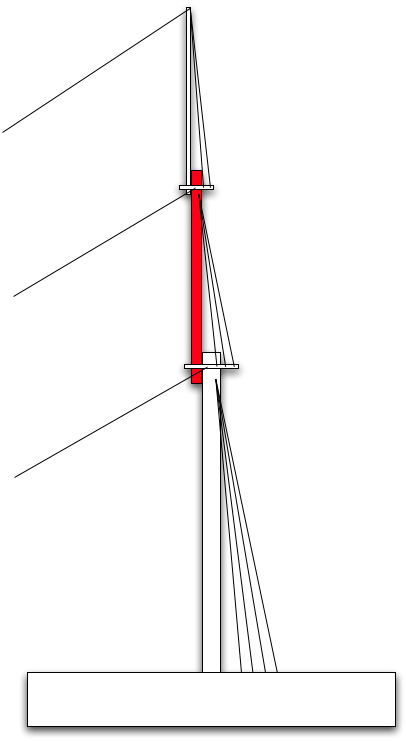
Стеньга виділена червоним кольором

Сте́ньга (нід. steng) — рангоутне дерево, верхня частина складеної щогли, яка є її продовженням колони (нижньої щогли). Служить для кріплення радіоантен, сигнальних рей, суднових вогнів, гафелів, вітрил. Продовження стеньги — брам-стеньга, продовження брам-стеньги — бом-брам-стеньга, продовження бом-брам-стеньги — трюм-сте́ньга. Залежно від розташування розрізняють фор-стеньгу (на фок-щоглі), грот-стеньгу (на грот-щоглі) і крюйс-стеньгу (на бізань-щоглі).

## Історія
Стеньги з'являються на суднах з кінця XV століття Щогли періоду XVII ст. вже зазвичай мали дві стеньги — власне стеньгу і брам-стеньгу.
Протягом XVIII століття стеньга зазнала певних змін. До початку 1770-х років частина шпора стеньги, що знаходилася над п'ятою, на англійських суднах була круглою. Після 1770 року, а в окремих випадках починаючи вже з 1745 року, вона була восьмикутною. На континентальних суднах ця частина стеньги протягом усього століття залишалася круглою.
Наприкінці XVI — початку XVIII століття на бушприті зазвичай встановлювали невелику щоглу — блінда-стеньгу. На ній кріпили блінда-стень-рею. Приблизно з середини XVIII ст. блінда-стеньга була замінена утлегарем з бом-блінда-реєю.

## Опис
Виготовляється стеньга зазвичай з одного суцільного бруса дерева, менш товстого, ніж сама щогла. Розміри стеньг знаходяться у певному співвідношенні одна з одною і відповідно з нижньою щоглою. З'єднання здійснюється за допомогою поздовжнього езельгофта (стень-езельгофта), надітого на топ щогли, та поперечної чеки-шлагтова, що вставляється в шпор стеньги через спеціальний отвір (шлагтовну діру) і лежить кінцями на лонга-салінгах (паралельно краспицям), утримуючи на них і стеньгу. Безпосередньо на марсовий майданчик шпор стеньги не спирається: під шпором там зроблено спеціальний отвір, через який стеньгу можна спустити вздовж щогли на палубу і підняти знову (під час «рублення» такелажу, що буває необхідним при штормі, для пониження центру ваги при розвантаженні трюму та в інших випадках). Підйом і спуск стеньги здійснюються за допомогою снасті — стень-винтрепа, трос якої проходить через похилий прямокутний отвір зі шківом у шпорі стеньги (шків-гат) і через блоки, що закріплені на езельгофті (стень-винтреп-блоки). Використовувані при цьому талі називаються стень-винтреп-талями.
Якщо брам-стеньга (бом-брам-стеньга), зроблена з одного дерева, була досить міцною, то вона могла нести ще одну тонку стеньгу — флагшток. У торгових суден флагшток був досить коротким, у військових — довгим, щоб на ньому можна було піднімати прапори і сигнали. У деяких суден довгий флагшток міг заміняти бом-брам-стеньгу і навіть брам-стеньгу.
Ванти, що підтримують стеньгу, називаються стень-вантами. Для з'єднання стеньги з брам-стеньгою на її топі встановлюється конструкція з брусів — салінг.
На суднах з металевим рангоутом могли застосовуватися телескопічні щогли, у яких стеньги висувалися зсередини. На бойових кораблях кінця XIX — початку XX століть стеньга (дерев'яна або металева) встановлювалася в задній частині верхнього марса (призначеного для прожектора).
На сучасних вітрильниках з металевим рангоутом стеньга може виконуватися одним цілим з колоною щогли; в цьому разі умовною межею між ними є марсовий майданчик.

## Галерея

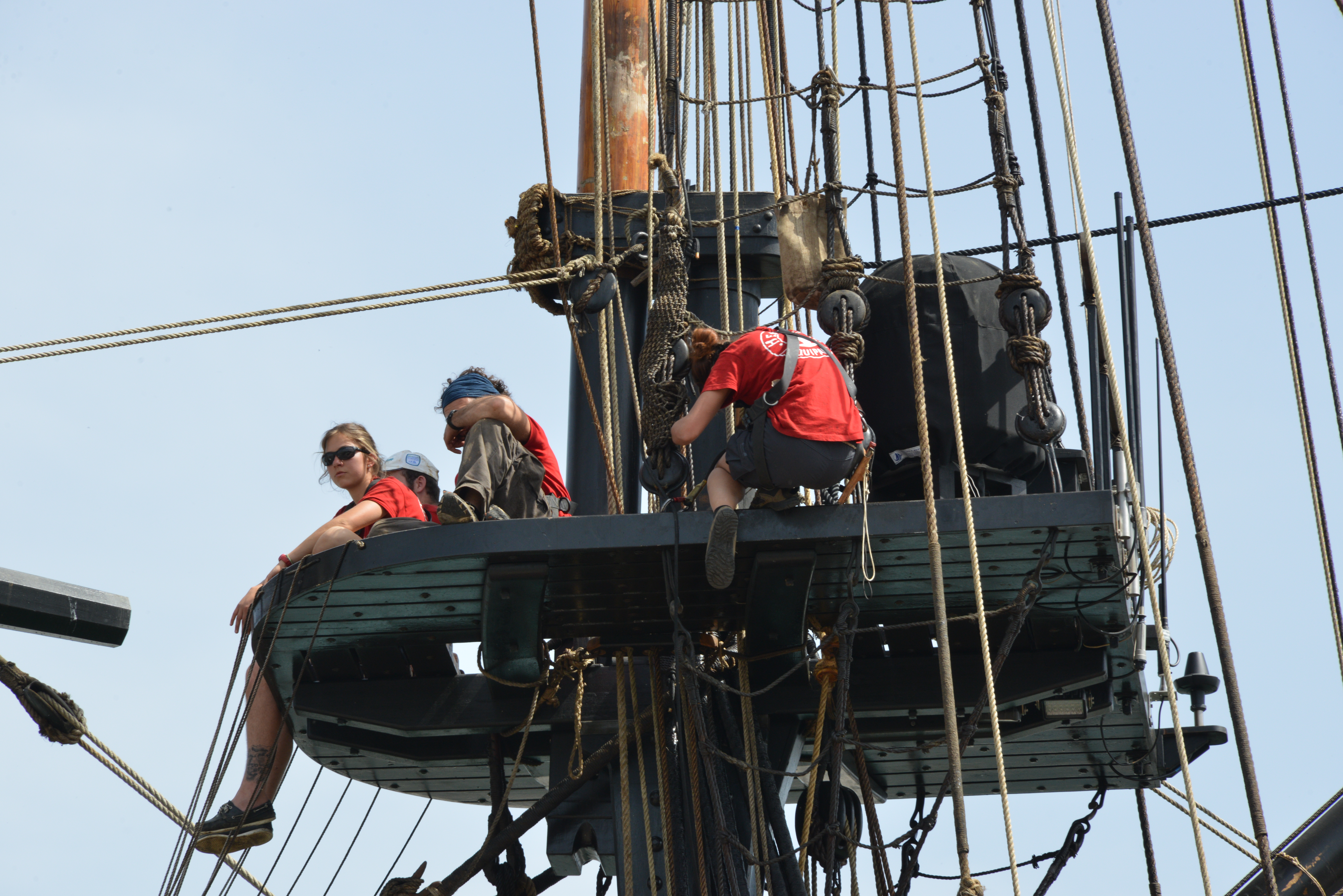
Марс і шпор стеньги між лонга-салінгами фрегата «Герміона»
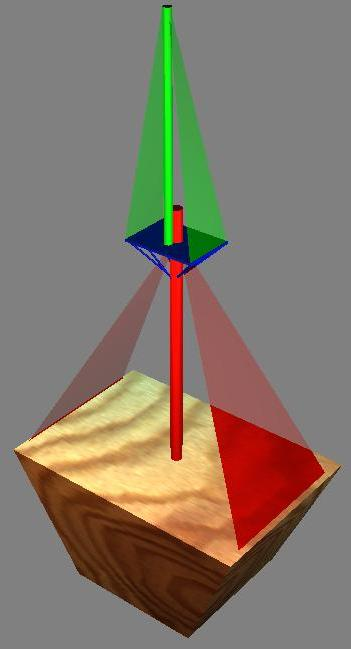
Складена щогла. Червоний колір — щогла і ванти, зелений — стеньга і стень-ванти, синій — марс і путенс-ванти
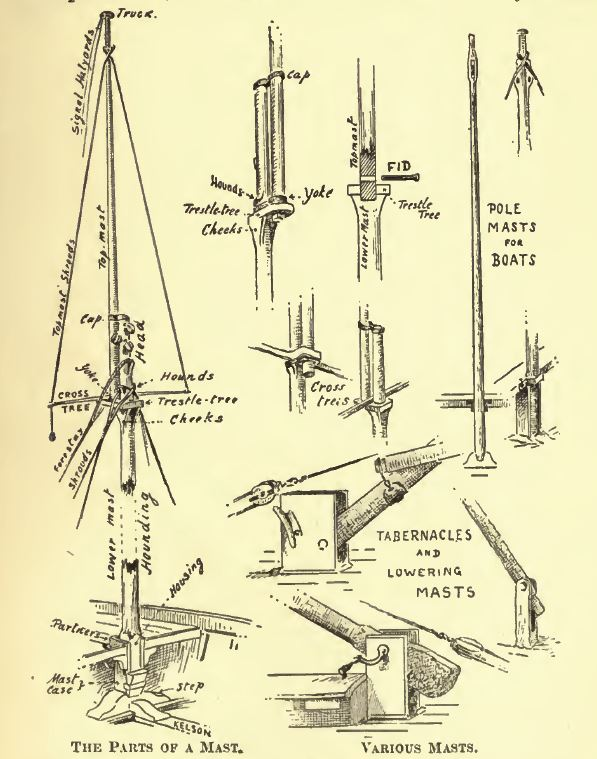
Кріплення стеньги до щогли. Малюнок зі Словника яхтових термінів, 1898 р.